# Олійник Василь Михайлович
Васи́ль Миха́йлович Олі́йник (14 січня 1948, с. Скородинці Чортківського району Тернопільської області, Україна — 28 квітня 2010, м. Тернопіль) — український політик, вчений у галузі економіки агропромислового комплексу. Заслужений працівник сільського господарства України (1999). Доктор економічних наук (1992), професор (1993), академік АЕН України (1996). Чоловік Ніни Олійник.

## Життєпис
Закінчив Копичинецький технікум бухгалтерського обліку (1966), Тернопільський фінансово-економічний інститут (1972, нині ЗУНУ), ВПШ (м. Київ).
Працював: головним бухгалтером (1966—1975), головою колгоспу (1975—1980) у селі Вікно Гусятинського району; головою Гусятинського райвиконкому (1980—1983); 1-ий секретар Збаразького РК КПУ (1983—1988); 1-й заступник голови Тернопільського облвиконкому (1988—1990); головою Тернопільського облвиконкому (1990—1992), головою Тернопільської обласної ради — (1998—2002).
Від 1992 — декан факультету агробізнесу, 1994—2000 — директор інституту агробізнесу ТАНГ. Від 2002 — директор Тернопільського інституту агропромислово виробництва Української академії аграрних наук, професор кафедри обліку й аудиту Інституту продовольчого бізнесу ТАНГ.

## Доробок
Автор та співавтор близько 100 наукових праць, у тому числі монографій, посібників і підручників.

## Нагороди
- Орден «Знак Пошани» (1987).
- Орден «За заслуги» III ступеня[4]